# Liste britischer Jagdflieger im Zweiten Weltkrieg
In der Liste britischer Jagdflieger im Zweiten Weltkrieg sind Jagdpiloten der britischen Luftstreitkräfte (Royal Air Force) im von 1939 bis 1945 dauernden Zweiten Weltkrieg aufgeführt, die mindestens 20 Abschüsse erzielt hatten.

## Übersicht
Die Tabelle enthält die britischen Flieger ab 20 bestätigte Abschüssen mit 
- Name
- Dienstgrad
- Zahl der bestätigten Luftsiege
- Auszeichnungen
- Einheit
- Todesdatum (†)

Anmerkung: Die Liste ist sortierbar: Durch Anklicken eines Spaltenkopfes wird die Liste nach dieser Spalte sortiert, zweimaliges Anklicken kehrt die Sortierung um.
| Name                     | Bild | Rang              | L     | Auszeichn.                  | Einheit/Squadron No. | †                  |
| ------------------------ | ---- | ----------------- | ----- | --------------------------- | -------------------- | ------------------ |
| James Edgar Johnson      |      | Group Captain     | 38    | Distinguished Service Order | 19, 616              | 20. Januar 2001    |
| Brendan Finucane         |      | Wing Commander    | 32    | Distinguished Service Order | 65, 452, 602         | 15. Juli 1942      |
| John Braham              |      | Group captain     | 29    | Distinguished Service Order | 141                  | 7. Februar 1974    |
| Robert Stanford Tuck     |      | Wing commander    | 29    | Distinguished Service Order | 257                  | 5. Mai 1987        |
| Frank Reginald Carey     |      | Group captain     | 28    | Order of the British Empire | 3, 43, 135, 245      | 6. Dezember 2004   |
| James Harry Lacey        |      | Squadron Leader   | 28    | Distinguished Flying Medal  | 501, 602             | 30. Mai 1989       |
| Neville Duke             |      | Squadron leader   | 28    | Distinguished Service Order | 37, 92, 112          | 7. April 2007      |
| Eric Lock                |      | Flight Lieutenant | 25    | Distinguished Service Order | 41, 611              | 3. August 1941     |
| Billy Drake              |      | Group captain     | 24,5  | Distinguished Service Order | 112, 128, 421        | 28. August 2011    |
| Geoffrey Allard          |      | Flight Lieutenant | 23    | Distinguished Flying Cross  | 85, 87               | 13. März 1941      |
| Douglas Bader            |      | Group captain     | 23    | Distinguished Service Order | 222                  | 5. September 1981  |
| Donald Kingaby           |      | Wing commander    | 22,5  | Distinguished Service Order | 72, 122              | 31. Dezember 1991  |
| Archie Boyd              |      | Wing commander    | 22,5  | Distinguished Service Order | 219                  | 4. April 2014      |
| Maurice Michael Stephens |      | Group captain     | 22    | Distinguished Service Order | 229, 232, 249        | 23. September 2004 |
| Michael Crossley         |      | Wing commander    | 22    | Distinguished Service Order | 32                   | 1987               |
| William Vale             |      | Squadron leader   | 22    | Distinguished Flying Cross  | 33, 80               | 29. November 1981  |
| Herbert James Hallowes   |      | Squadron leader   | 21,33 |                             | 43                   | 20. Oktober 1987   |
| Archie McKellar          |      | Squadron leader   | 21    | Distinguished Service Order | 605                  | 1. November 1940   |
| Branse Burbridge         |      | Wing commander    | 21    | Distinguished Service Order | 85, 100, 141, 157    |                    |
| George Kemp Gilroy       |      | Group captain     | 21    | Distinguished Service Order |                      | 1995               |
| James Rankin             |      | Air Commodore     | 21    | Distinguished Service Order | 15, 92, 125          | 1975               |